# 达伦·吉布森
達朗·托马斯·丹尼尔·傑臣（英語：Darron Thomas Daniel Gibson；1987年10月25日—）出生於北愛爾蘭倫敦德里，是一名足球運動員，司職中場，出身曼聯，曾经被租借到安特卫普及狼隊。

## 职业生涯

### 球會
傑臣2004年7月1日由北愛爾蘭小球隊FC 協會以青年球員身份加盟曼聯，於2005年18歲生日後一日（10月26日）在一場對的聯賽盃比賽首次代表一隊上場，下半場76分鐘後補入替。傑臣是2005/06年度三料冠軍的曼聯青年隊主將之一，出戰19場及射入兩球，2006年5月獲選為青年隊年度最佳球員（Jimmy Murphy Award）。
2006/07年球季傑臣被外借到比利時乙組球隊安特卫普爭取比賽經驗，季初雖然受到膝傷的困擾，仍能協助球隊打入升級附加賽，但最後無功而回。
2007年9月原獲機會再代表一隊參賽聯賽盃，但在一場對里斯本竞技的預備隊比賽折斷腳趾。10月中再獲機會外借到英冠球隊狼隊。於2007/08年球季重返曼聯，曾於不少重要的比賽中上陣，而此子亦有不俗的遠射和傳球能力，但一直沒法鞏固正選席位。
2012年1月13日傑臣轉投英超球會愛華頓，簽約四年半，轉會費沒有透露。
2013年10月16日，愛華頓宣佈傑臣於代表愛爾蘭對哈薩克之世界盃外圍賽中受傷，經掃描後證實右膝前十字韌帶撕裂，要進行手術，康復時間要手術後才能估計。但愛華頓領隊估計傑臣在球季尾有機會復出。

### 國家隊
傑臣曾代表北愛爾蘭U-16參加國際賽，其後轉而代表愛爾蘭U-17、U-19及U-21出賽。2006年10月18日北愛爾蘭足球協會（IFA）就有在北愛出生的球員代表愛爾蘭U-21向国际足联投訴。2007年1月30日愛爾蘭領隊斯迪文·斯汤顿（Steve Staunton）首次將傑臣召入外圍賽愛爾蘭大軍中，但北愛足協認為傑臣的身份仍有爭議，未必能符合國際足協於2004年5月頒布更嚴格的代表資格新規例。北愛足協聲稱愛爾蘭足球協會（FAI）無權選用北愛的球員，在向國際足協要求訟裁而未有判決前，選用身份有爭議的球員參加外圍賽將冒違規的風險。另一方面的政治爭議，有人引用贝尔法斯特协议（Good Friday Agreement）以確認傑臣可以代表愛爾蘭的身份。
2007年2月7日傑臣在對陣聖馬力諾時列為後補，沒有獲派上場，其後在3月對威爾斯及斯洛伐克的兩場比賽沒有入選。8月19日北愛領隊奈杰尔·沃辛顿（Nigel Worthington）希望說服傑臣再次轉籍代表出生地在成年國際賽角逐。翌日史當頓隨即將正準備代表U-21出發作客對德國的傑臣包括在對丹麥友誼賽陣容中。8月22日作客奥尔胡斯對丹麥，史當頓在下半場派遣傑臣上陣，希望結束北愛對達朗傑臣代表資格的爭議。傑臣入場後在54分鐘首次觸球即發砲遠射，丹麥門將（Jesper Christiansen）未能接穩而讓伏兵門前的（Shane Long）輕鬆射成3:0。但北愛足協認為傑臣只是在友誼賽上陣而仍然未絕望。史當頓於是在9月8日作客對斯洛伐克的歐錦賽外圍賽下半場中段再派傑臣上場。
2007年10月16日北愛足協以傑臣的父母及祖父母並非在愛爾蘭共和国境内出生，沒有資格代表愛爾蘭，而愛爾蘭足協則以贝尔法斯特协议作為抗辯理由，國際足協會見愛爾蘭足協代表後才能作出判決。10月23日國際足協决定愛爾蘭足協傑臣將可以繼續代表愛爾蘭，但以後爱尔兰不能再以贝尔法斯特协议為由征召在北爱尔兰出生且父母或祖父母并非爱尔兰籍的球員。

## 榮譽
- 國際足協世界冠軍球會盃（1）：2008年；
- 英格蘭聯賽盃（2）：2008/09年、2009/10年；

## 外部連結
- 足球資料庫：戴倫·吉遜統計
- 戴倫·吉遜於曼聯期間資料統計 （页面存档备份，存于）